# Metachrostis griseimargo
Metachrostis griseimargo là một loài bướm đêm trong họ Erebidae.